# Alte und moderne Kunst
Alte und moderne Kunst war eine von Kurt Rossacher herausgegebene Kunstzeitschrift, die von 1956 bis 1985 in Innsbruck erschien. Die Zeitschrift betitelte sich selbst – nur mit Kleinbuchstaben geschrieben – als alte und moderne kunst, wird allgemein aber als Alte und moderne Kunst zitiert.

## Geschichte
Im Verlauf von 30 Jahren wurden insgesamt 203 Hefte veröffentlicht. In den 1980er Jahren betätigten sich neben Kurt Rossacher auch Wilhelm Mrazek (Mitbegründer und langjähriger Chefredakteur der Zeitschrift), Gerhart Egger und Herbert Fux als Herausgeber.
Als Redaktion diente das Museum für angewandte Kunst in Wien mit dem Salzburger Barockmuseum als Zweigstelle.